# Иоанн V Палеолог
Иоа́нн V Палеоло́г (греч. Ἰωάννης Ε' Παλαιολόγος; 18 июня 1332, Дидимотика — 16 февраля 1391, Константинополь) — византийский император с 1341 по 1376, с 1379 по 1390 год и в 1391 году.

## Биография
Сын императора Андроника III Палеолога и Анны Савойской. В юности правил под опекой вдовствующей императрицы Анны, патриарха Иоанна XIV Калеки и мегадуки Алексея Апокавка. В результате победы в гражданской войне (1341—1347) императором-соправителем был признан Иоанн VI Кантакузин, который стал родственником Иоанна V, выдав за него свою дочь Елену. C 1347 по 1354 год правил совместно с Иоанном VI.
Единовластным правителем Иоанн Палеолог стал в 1355 году, хотя и вынужден был бороться около трёх лет с сыном Иоанна VI Матфеем, который был провозглашён соправителем отца и коронован ещё в 1354 году. Одновременно он попытался свергнуть младшего сына Кантакузина Мануила, деспота Мореи, но его армия потерпела поражение. Турки в это время направили все свои усилия к завоеванию Балканского полуострова. В 1357 году они овладевают Галлиполи, в 1361 году — Адрианополем, который стал центром турецких владений на полуострове; в 1368 году султану Мураду I подчинилась Нисса (загородное местопребывание императоров), и турки оказались уже под стенами Константинополя. Под давлением обстоятельств Иоанн Палеолог поехал в Рим, где торжественно исповедовал веру по латинскому обряду; тем не менее помощи с Запада не пришло. На обратном пути Иоанн был задержан в Венеции за долги до тех пор, пока не были высланы деньги из Константинополя. Ввиду неудач на Западе Иоанн Палеолог согласился в 1373 году стать данником и вассалом султана. Это не помешало, однако, туркам овладеть Фессалониками (Солунью) в 1386 году и помочь в 1376 году Андронику IV отнять у отца престол: Иоанн Палеолог вместе с остальными его сыновьями был заключён в тюрьму.
Через три года Иоанн Палеолог освободился из заточения, обязавшись увеличить ежегодную дань туркам и содержать их вспомогательный отряд в 12 тысяч человек. Новый османский султан Баязет I потребовал от Иоанна уничтожения вновь возведённых укреплений Константинополя. Через несколько дней после исполнения этого требования Иоанн Палеолог умер.

## Брак и дети
Иоанн V женился на Елене Кантакузин, дочери своего соправителя Иоанна VI. В браке родились:
- Андроник IV — византийский император 1376—1379
- Мануил II Палеолог — византийский император 1391—1425
- Михаил
- Феодор I Палеолог — деспот Мореи
- Ирина — супруга своего кузена Халиля, сына султана Орхана Гази и Феодоры Кантакузин.